# RBB (EP)
RBB es el séptimo extended play en coreano del grupo femenino surcoreano Red Velvet. El EP de seis canciones fue lanzado el 30 de noviembre de 2018 por SM Entertainment. Musicalmente, el disco consta de cinco nuevas canciones que varían en cuanto a géneros, siendo principalmente el R&B y dance pop. Se convirtió en el cuarto lanzamiento basado en el concepto «velvet», después de The Velvet (2016), Perfect Velvet (2017) y The Perfect Red Velvet (2018).

## Antecedentes y lanzamiento
En agosto de 2018, SM Entertainment dio a conocer un calendario que anticipaba los regresos de sus artistas, entre ellos Red Velvet, quienes se preparaban para lanzar no uno, sino dos regresos en ese período, incluyendo su disco Summer Magic. Posteriormente, en octubre, empezaron a surgir noticias sobre un regreso del grupo. La agencia del mismo confirmó estas especulaciones al anunciar que Red Velvet estaba, de hecho, planeando su regreso para noviembre, con un nuevo álbum en camino. Aunque no se reveló una fecha específica en ese momento. El 9 de noviembre, SM Entertainment reveló detalles del próximo EP, incluido el título del sencillo principal, «RBB (Really Bad Boy)», y la fecha de lanzamiento. En una transmisión en vivo a través de V Live, la integrante Yeri compartió que la preparación para este álbum fue notablemente más extensa en comparación con sus lanzamientos anteriores. El álbum se publicó el 30 de noviembre y fue presentado como su quinto EP coreano, aunque en realidad sería su séptimo EP en total en la industria coreana, ya que dos de sus lanzamientos previos se habían promocionado como ediciones especiales de verano.

## Composición
El sencillo principal, «RBB (Really Bad Boy)», se distinguió por ser una fusión de R&B, pop y dance, con una melodía contagiosa que atrapa desde el primer momento. La canción fue obra de la compositora de SM Entertainment, Kenzie, quien no solo escribió la canción sino que también contribuyó en la composición. La composición se extendió a Timothy «Bos» Bullock, Sara Forsberg y MZMC, quienes cocompusieron la canción junto con arreglos de Bullock. La letra, por su parte, explora los encantos de un «chico malo».
La segunda canción, titulada «Butterflies», posee un estilo punk-pop, en el cual las letras establecen una comparación entre la sensación de enamorarse y la gracia de una mariposa en movimiento. «So Good» se destaca por su estilo distintivo de future bass fusionado con elementos de R&B. «Sassy Me» es una canción de dance pop urbano que abarca desde notas bajas a altas que permiten al grupo mostrar su habilidad vocal. «Taste» es una canción de dance pop con letras que hablan sobre las decisiones que toma una persona sin escuchar las opiniones de los demás, sino que siguen su corazón. Cuenta con una narración escrita por Wendy.

## Promoción
Para promocionar el álbum, Red Velvet celebró una emisión de V Live el 29 de noviembre, la noche antes de su lanzamiento. El grupo tuvo su regreso en el escenario en el programa musical Music Bank, interpretando tanto el sencillo como «Butterflies» en directo por primera vez y una hora antes del lanzamiento del disco. También Red Velvet se presentó en Show! Music Core e Inkigayo.
El día del lanzamiento del disco se estrenó el vídeo musical de «RBB (Really Bad Boy)» con una coreografía creada por Choi Sun-hee, Kaycee Rice y Janelle Ginestra. El vídeo, con temática de Halloween y un letrero de «Howliwood» de fondo (una parodia de «Hollywood»), presentaba al «chico malo» de la canción en forma de hombre lobo persiguiendo a las chicas a lo largo del vídeo. Transcurría por diversos escenarios de estilo retro, incluyendo una habitación rosa con suelo a cuadros, un huerto de calabazas con el letrero al fondo y las chicas dentro de marcos de fotos. El videoclip también hace referencia a la película El resplandor (1980), con una escena en la que Irene y Yeri se visten como las gemelas Grady. Forbes describió el vídeo musical como «un schlock de cine B adaptado al perfeccionismo del K-pop».

## Recepción
A nivel internacional, RBB recibió en general críticas positivas por parte de los críticos. Natalie Morin, de Refinery29, opinó que mientras su último álbum, Summer Magic, representaba «su lado red, brillante y divertido», RBB resalta «su lado velvet, suave y sensual». Añadió que el EP funcionaba como «una continuación de su éxito 'Bad Boy'». También mencionó que el grupo «tiene un toque dramático, y el vídeo de 'RBB (Really Bad Boy)' juega a su favor». Ambientado en un escenario retro de Hollywood, «imagina tener tanto poder que puedas revivir Halloween en pleno invierno». Caitlin Kelley, de Forbes, comentó: «En conjunto, RBB es como si fuese un cóctel, se convirtiera en himno del pop y luego sirviera como banda sonora a una película de terror. Las armonías son complejas, y las improvisaciones vocales llenan todos los rincones vacíos». También habló del resto del álbum y declaró que «Red Velvet tiene fama de no escatimar nunca en sus lado B», afirmó que «todas las canciones del EP son lo bastante fuertes como para valerse por sí solas» y calificó «Sassy Me» como la canción más destacada del álbum, afirmando que es un «himno de autoempoderamiento» que impregna el «instinto experimental» del grupo.

## Lista de canciones
| N.º   | Título                                     | Letras        | Música | Arreglo                  | Duración |  |
| 1.    | «RBB (Really Bad Boy)»                     | Kenzie        | Kenzie, Timothy 'Bos' Bullock, Sara Forsberg, MZMC                                                                         | Bullock                  | 3:08     |  |
| 2.    | «Butterflies»                              | Jo Yoon-kyung | Harvey Mason Jr., Michael Wyckoff, Joshua Golden, Patrick 'J. Que' Smith, Dewain Whitmore Jr., Britt Burton, Yoo Young-jin | Mason, R!ot              | 3:29     |  |
| 3.    | «So Good»                                  | Kim In-hyung  | LDN Noise, Deez, Ellen Berg Tollbom                                                                                        | LDN Noise, Deez, Tollbom | 3:26     |  |
| 4.    | «Sassy Me» (멋있게)                        | Kenzie        | Kenzie, Moonshine, Anne Judith Wik                                                                                         | Moonshine                | 3:06     |  |
| 5.    | «Taste»                                    | Park Sung-hee | Penomeco, Dem Jointz | Dem Jointz               | 3:04     |  |
| 6.    | «RBB (Really Bad Boy)» (Versión en inglés) | Forsberg      | Kenzie, Bullock, Forsberg                                                                                                  | Bullock                  | 3:08     |  |
| 19:21 |                                            |               | |                          |          |  |

## Posicionamiento en listas

### Listas semanales
| Lista (2018)                            | Mejor posición |
| --------------------------------------- | -------------- |
| Francia (SNEP)                          | 92             |
| Japón (Oricon)                          | 33             |
| Japón (Billboard Japan).                | 51             |
| Corea del Sur (Gaon)                    | 3              |
| Reino Unido (UK Album Downloads)        | 60             |
| Estados Unidos (Top Heatseekers Albums) | 1              |
| Estados Unidos (Independent Albums)     | 8              |
| Estados Unidos (World Albums)           | 2              |

### Lita anual
| Lista (2018)         | Mejor posición |
| -------------------- | -------------- |
| Corea del Sur (Gaon) | 49             |

## Historial de lanzamiento
| Región        | Fecha                   | Formato(s)                  | Distribuidora |
| ------------- | ----------------------- | --------------------------- | ------------- |
| Corea del Sur | 30 de noviembre de 2018 | CD, streaming               | SM, Dreamus   |
| Mundial       | 30 de noviembre de 2018 | Descarga digital, streaming | SM, Dreamus   |